# Standseilbahn Orvieto
| Standseilbahn Orvieto 2017 – Bergstation |                                      |                                     |                                     |
| Streckenlänge: | 0,580 km                             |                                     |                                     |
| Spurweite: | Bis 1970: 1160 mm Seit 1990: 1445 mm |                                     |                                     |
| Maximale Neigung: | 281 ‰                                |                                     |                                     |
| |                                      |                                     |                                     |
| \| \| 0,00 \| Stazione Orvieto (Bahnhof) \| Stazione Orvieto (Bahnhof) \| \| \| 0,29 \| Abtsche Weiche \| Abtsche Weiche \| \| \| 0,40 \| Tuffsteintunnel (123 m) \| Tuffsteintunnel (123 m) \| \| \| 0,58 \| Piazza Cahen (historische Altstadt) \| Piazza Cahen (historische Altstadt) \| |                                      |                                     |                                     |
| Haltepunkt / Haltestelle Streckenanfang | 0,00                                 | Stazione Orvieto (Bahnhof)          | Stazione Orvieto (Bahnhof)          |
| Dienststation / Betriebs- oder Güterbahnhof | 0,29                                 | Abtsche Weiche                      | Abtsche Weiche                      |
| Tunnel | 0,40                                 | Tuffsteintunnel (123 m)             | Tuffsteintunnel (123 m)             |
| Haltepunkt / Haltestelle Streckenende | 0,58                                 | Piazza Cahen (historische Altstadt) | Piazza Cahen (historische Altstadt) |

Die Standseilbahn Orvieto (ital.: Funicolare di Orvieto) ist eine in Orvieto verkehrende führerlose Standseilbahn, die am 7. Oktober 1888 mit Wasserballastantrieb eröffnet und 1990 mit elektrischem Antrieb neu errichtet wurde. Sie verbindet den Bahnhof mit der historischen Altstadt von Orvieto und wird von der Umbria TPL e Mobilità S.p.A betrieben.
Die Bergstation befindet sich am Piazza Cahen, nur wenige Meter vom berühmten Brunnen Pozzo di San Patrizio entfernt.

## Geschichte
Die Anlage wurde von dem aus Genua stammenden Ingenieur Alessandro Ferretti gebaut und entworfen, der auch später die Standseilbahn Montecatini Terme realisierte. Ursprünglich wurde die Standseilbahn nach dem Finanzier, Giuseppe Bracci Testasecca, als Funicolare Bracci bezeichnet. Der Wasserballastantrieb fand zu dieser Zeit auch bei anderen Seilbahnanlagen in Europa und Nordamerika Anwendung.
Die Anlage arbeitete weitgehend störungsfrei und wurde 1935 renoviert. Während des Zweiten Weltkrieges stand die Anlage und war sodann wieder bis zum 1. März 1970 in Betrieb. Durch eine parallel aufgebaute Busstrecke wurde der Betrieb sodann eingestellt und die alte Bahn abgebaut.
1990 wurde auf der alten Trasse eine neue Standseilbahn errichtet, die nunmehr elektrisch angetrieben wurde. Maßgeblich für die Neuerrichtung war der ehemalige Bürgermeister von Orvieto, Wladimiro Giulietti.

## Streckenbeschreibung

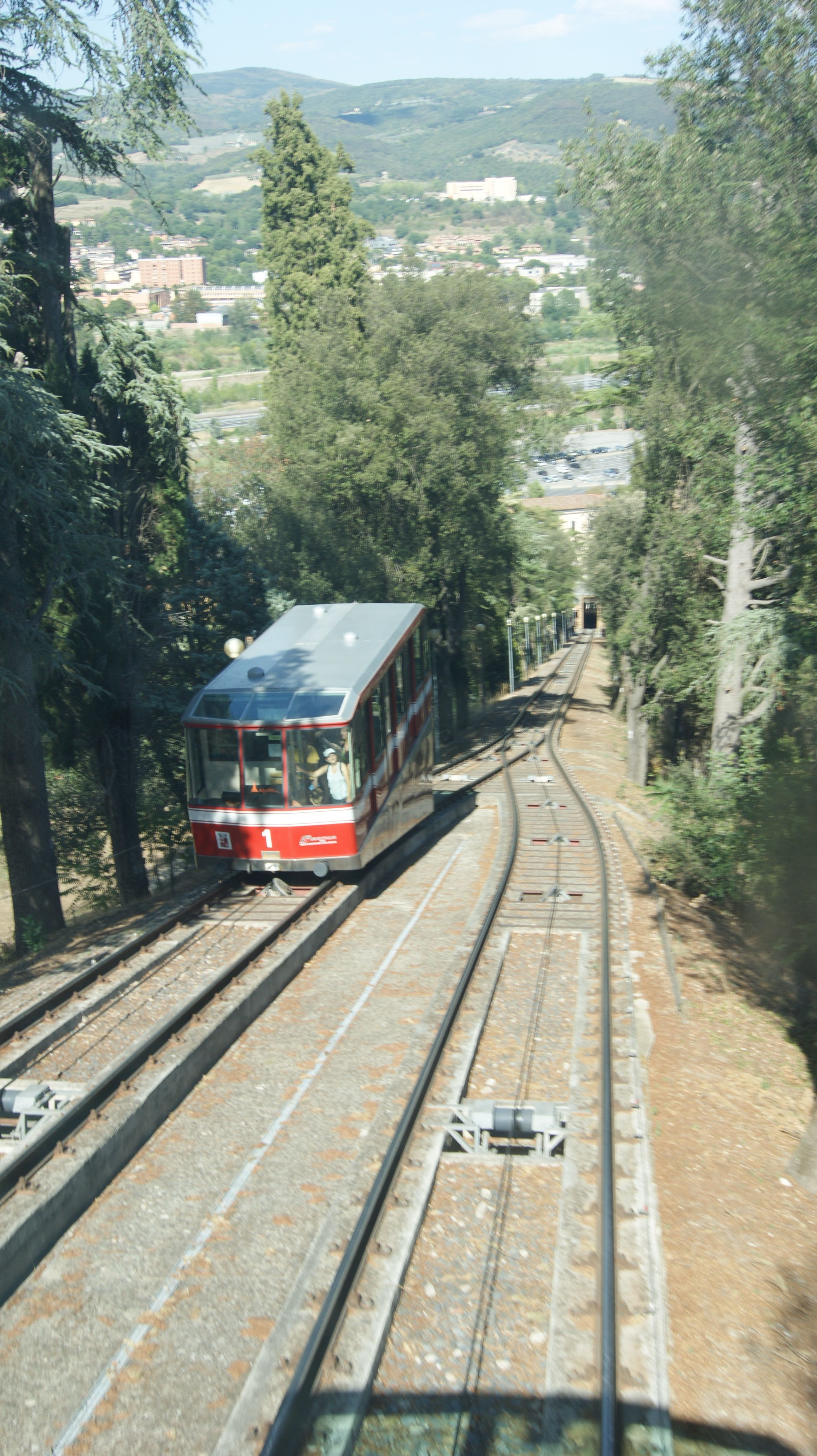
Fahrzeuge der Standseilbahn bei der Abtschen Weiche

Die eingleisige Strecke ist 580 m lang und hat eine Spurweite von 1.160 mm. In ihrer Mitte befindet sich eine Ausweichstelle mit einer Abtschen Weiche, an der sich der berg- und der talfahrende Wagen passieren. Die Bahn überwindet bei einer Maximalneigung von 28,1 % einen Höhenunterschied von etwa 157 m. Direkt an die Bergstation schließt sich ein 123 m langer Tunnel an, der durch den hier vorherrschenden Tuffstein gebrochen wurde. Der Tunnel unterquert den öffentlichen Garten (Giardini Comunale).

## Fahrzeuge
Die beiden Wagen sind durch ein Zug- und Gegenseil aus Stahl miteinander verbunden. Das Zugseil wird in der Bergstation angetrieben und umgelenkt. Das in der Talstation umgelenkte Gegenseil dient dem Ausgleich der Kräfte, so dass sich beide Wagen immer genau synchron bewegen. Die Wagen werden über die Seile beschleunigt und abgebremst. Zur Anpassung an die Neigung der Strecke sind Wagen zur Talstationseite hin erhöht angelegt. In den Wagen besteht zusätzlich die Möglichkeit, die Standseilbahn zu steuern. Die beiden Fahrzeuge haben eine Kapazität von je 75 Personen.
Bei der ursprünglichen von Alessandro Ferretti ausgeführten Anlage befand sich in der Mitte der Schienen ein zentraler Bremsplanken, auf den der Bremsschuh drückte.

## Antriebstechnik
Im Normalbetrieb wird die Bahn vollautomatisch, vom Maschinisten in der Bergstation überwacht, elektrisch beschleunigt und gebremst.